# 光啓
光啓（こうけい）は中国・唐代僖宗の治世で用いられた。885年3月 - 888年正月。

## 西暦・干支との対照表
| 光啓 | 元年  | 2年   | 3年   | 4年   |
| 西暦 | 885年 | 886年 | 887年 | 888年 |
| 干支 | 乙巳  | 丙午  | 丁未  | 戊申  |